# Teroristický útok ve Stockholmu 2017

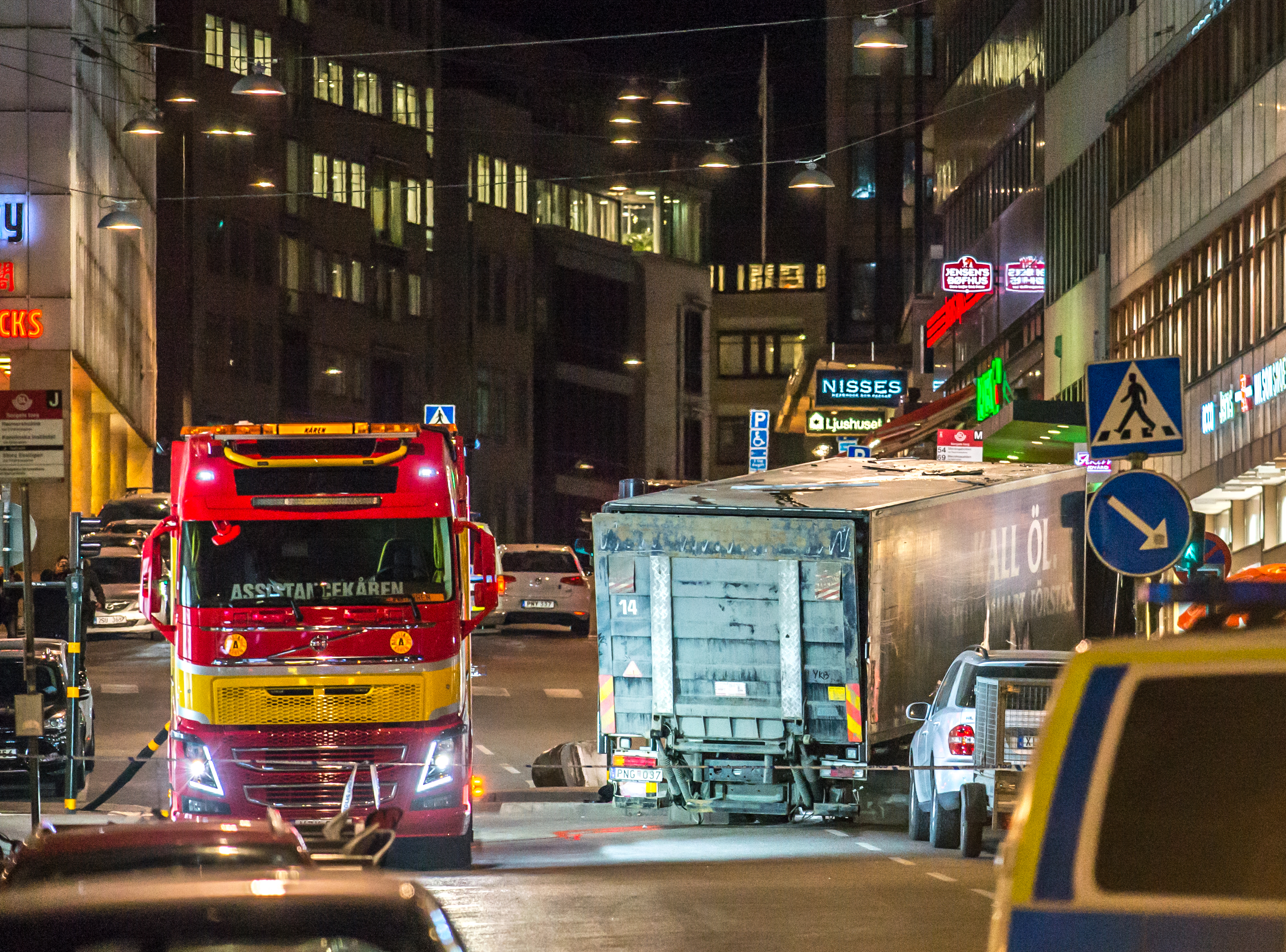
Nákladní vůz, který byl použit při útoku, při jeho odklízení

Teroristický útok ve Stockholmu se odehrál 7. dubna 2017 ve 14:50 hodin. K útoku byl použit ukradený nákladní automobil určený k převozu piva, který najel do davu lidí na ulici Drottninggatan v centru Stockholmu hlavním městě Švédska. Při útoku byli zabiti 3 lidé a 15 dalších bylo zraněno, další dva lidé zemřeli v nemocnici. Švédský premiér Stefan Löfven a místní policie útok označili jako teroristický.
Den po útoku švédská policie potvrdila, že v nákladním voze objevila „podezřelé zařízení“.

## Oběti

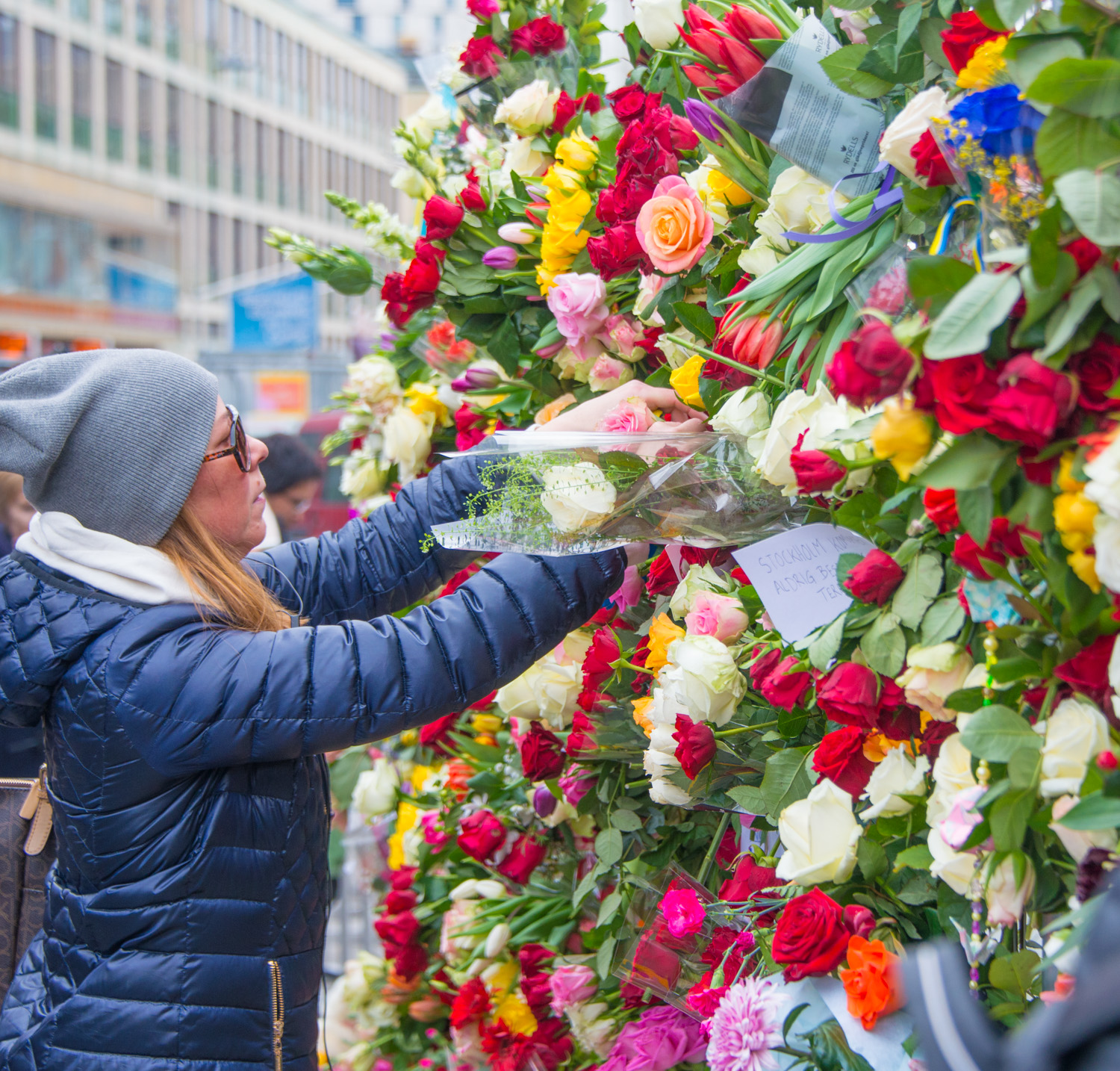
Květiny na stockholmské ulici den po útoku

Čtyři lidé byli při útoku zabiti. Dvě oběti byly švédské národnosti, další dvě byly cizinci britské a belgické národnosti. Deset dalších hospitalizováno, z toho dva na jednotce intenzivní péče. Pátá oběť útoku zemřela na následky zranění později v nemocnici.

## Pachatel
Podezřelým ze spáchání útoku je Rakhmat Akilov z Uzbekistánu, 39 let. Podezřelý byl zadržen a byla na něj uvalena policejní vazba. Akilov v roce 2014 požádal o povolení k trvalému pobytu ve Švédsku, ale žádost byla v červnu 2016 zamítnuta a bylo také rozhodnuto o jeho vyhoštění. Akilov se zajímal o extremistické organizace jako Islámský stát. Úřadům byl znám již několik let pro méně závažné prohřešky.

## Následky
Švédský premiér Stefan Löfven prohlásil, že fakta ukazují k teroristickému činu a policie tuto verzi vyšetřuje. Švédský parlament a metro byly v reakci na útok uzavřeny. Hlavní nádraží bylo preventivně evakuováno a všechna vlaková spojení zrušena, později večer byla opět obnovena. Švédský premiér také prohlásil, že byly zpřísněny kontroly na hranicích. Mezitím norská policie uvedla, že policisté v největších městech země a na letišti Oslo budou ozbrojeni. Policejní hlídky byly také posíleny ve finském hlavním městě Helsinky. 
Spendrumps, společnost, která vlastní nákladní vůz použitý k útoku uvedla, že vůz byl ukraden jen pár chvil před útokem v okamžiku, kdy jeho řidič předával zboží do restaurace Adolf Fredriks Kyrkogata asi 500 metrů od místa útoku. Tento řidič sdělil policii, že se pokusil zloděje zastavit a byl při tom zraněn. 

## Vyšetřování
Švédská policie zveřejnila fotografii hledaného muže s mikinou s kapucí, kterého chtěla vyslechnout. Během pátečního večera byl pravděpodobně tento muž zatčen v Märstě na severu Stockholmu. Devětatřicetiletý muž pocházející z Uzbekistánu byl zatčen jako podezřelý ze spáchání teroristického útoku. V roce 2014 podezřelý požádal o povolení k pobytu ve Švédsku. Policie jeho žádost zamítla a měl být ze země deportován.